# Devin the Dude
Devin the Dude, właściwie Devin Copeland (ur. 4 czerwca 1970 r. w Pontiac, Michigan) – amerykański raper. W 1999 roku nagrał piosenkę z Dr. Dre, Snoop Doggiem pt. Fuck You, która znajduje się na płycie 2001. Devin zaczął karierę jako członek grupy Odd Squad. Od początku kariery artysta był związany z wytwórnią Rap-a-Lot Records. Album rapera pt. Landing Gear jest pierwszym wydawnictwem Devin'a w wytwórni Razor & Tie. Artysta nigdy nie odniósł sukcesu komercyjnego, ale cieszy się powszechnym szacunkiem na scenie hip-hopowej.

## Dyskografia

### Albumy
- The Dude (1998)
- Just Tryin' ta Live (2002)
- To Tha X-Treme (2004)
- Waitin' to Inhale (2007)
- Landing Gear (2008)
- Suite #420 (2010)
- Gotta Be Me (2010)
- Seriously Trippin EP (2012)

### Albumy we współpracy z innymi artystami
- 1994: Odd Squad - "Fadanuf Fa Erybody!!" (Rap-a-Lot Records)
- 1996: Facemob - "The Other Side of the Law" (Rap-a-Lot Records)
- 2006: Coughee Brothaz - "Collector's Edition"
- 2006: J.A. & Devin the Dude - "Smoke One 4 Your Brother on the Grind Mixtape"
- 2007: Coughee Brothaz - "Waitin Our Turn"
- 2008: Devin - "Smoke Session Volume 1" (Mixtape)
- 2011: Coughee Brothaz - "Fresh Brew"